# Szentkatolnadorna

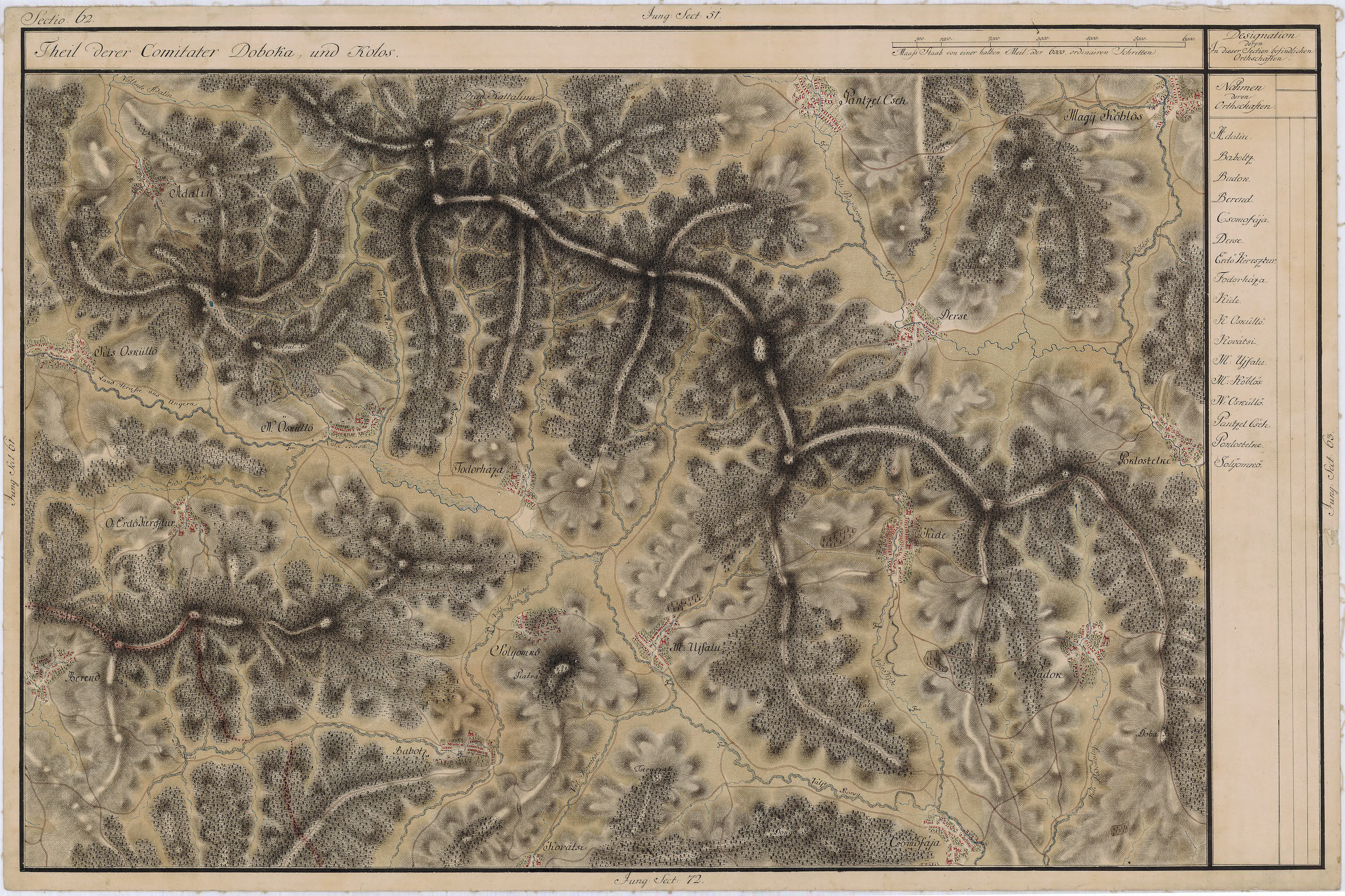
Szentkatolnadorna egy régi térképen

Szentkatolnadorna (Cătălina), település Erdélyben, Kolozs megyében.

## Fekvése
Kolozsvártól északnyugatra, Páncélcseh, Szótelke, Vajdaháza és Magyarfodorháza közt fekvő település.

## Nevének eredete
Nevének első felét Szent Katalin tiszteletére szentelt templomáról kapta. Nevének Dorna utótagja újabb keletű, a szláv eredetü drume, darna, dernine szavakból származik, melyeknek magyar jelentése pázsit, gyep.

## Története
Nevét 1320-ban Scenkatherina néven említette először oklevél. 1395-ben Zenthkatolna, 1441-ben Zenth-Katalen, 1523-ban Zent-Kathalyna, 1550-ben Dorna possessio, birtok, 1837-ben Dorna puszta Pálczélcseh határában, 1837-ben Szent-Katolna puszta néven írták.
A település  első ismert birtokosa a Zsombor nemzetség tagjai közül Mihály fiai: Teke János, Botos Miklós és Ördög András voltak. Azonban tőlük Károly Róbert király hűtlenségük miatt elvette és Elefánti Dezsőnek adományozta, és csak 1331-ben kapták vissza birtokaikat. 1395-ben Ördög András fiai Miklós és Benedek, Esküllői András fiai Dávid és László és Teke Mihály fiai Gáspár, Menyhért és István birtoka volt. 1482-ben Sólyomkői idős Ördög Simon itteni részét Baróti Mihálynak zálogosította el.
1550-ben  Izabella királyné Köblösi Teke Lukácsot, Lászlót, Imrét, Egyedet és Bálintot egész Szent-Katolna birtokában megerősíti. 1638-ban Teke Lukács fia György, fia ifj. János utód nélküli halála után e birtokot elfoglalta, de a női ágon levők annak ellentmondtak s perre került a dolog, de a fejedelem, minthogy azok ottani részeiket tényleg birják, nemcsak ezen ifj. Teke János, hanem néhai Teke Gáspár, Ferencz és id. Teke János birtokrészeit is nekik adja, illetőleg őket azok birtokában megerősíti női ágon Veglai Horváth Ferencz és István, Szigethi István, Dobay Péter, Nyiresi István, Tamásfalvi Miklós, Teke Katalin Toldalagi Györgyné, Magdolna Fodoroczky Istvánné, Nyiresi Rebeka Veglai Horváth Jánosné, Dobay Anna Somlyai Gáspárné, Fejérváry Judit Budai Nagy Miklósné, Fejérváry Zsuzsánna Szendrey Péterné, Horváth Klára Becsky Zsigmondné, Teke Magdolna Köblösi Szabó, másként Zabolai Györgyné, Tamásfalvi Borbála Sombori Györgyné, Kántor Hedvig Cserényi Ferenczné, Fodoroczky Katalin özv. Patai Nagy Miklósné, Szigethi Zsófia özv. Spáczai Mihályné, valamint Veglai Horváth Zsuzsánnának előbb Balogh Lászlónénak, majd Décsey Bálintnénak árvái: Balogh Gábor és László s Décsey Zsigmond birtokában.
1720-ban Szent-Katolna pusztai örökségükön Kismarjai Albert és Kabos László egy, másrészről Décsei Ferencz és László, Pataki Sámuel, Kolosi Márton és Gergely, úgyszintén a Becski utódok megosztoztak. 1778-ban egy kamarai tisztviselő a kincstárnak tett jelentéséből kitűnt, hogy Szentkatolna puszta azelőtt "ad Monasterium Monialium Sanctae Catherinae nuncupatum"  monostor romjai akkor még látszottak.
1898-ban Kádár József Szolnok-Doboka vármegye monográfiájában írta a településről: „Különböző völgyekben szétszórtan fekszik, itt-ott egy-egy lakóház, mely körül a tulajdonos birtoka terül el. A község különböző részeiben eredő forrásokból, főleg esős idő alkalmával keletkezett csermely, észak felé a községen alól, a szótelki patakkal egyesülve, Pánczélcsehnél a lónai patakba szakad. Deéstől 55.8 kilométernyire fekszik a csákigorbói járásban.”
1910-ben 376 lakosából 373 román volt, melyből 370 görögkeleti ortodox volt. A trianoni békeszerződés előtt Szolnok-Doboka vármegye Csákigorbói járásához tartozott.

## Nevezetesség
- Szent Kereszt felmagasztalása fatemplom[2]